# Evropská silnice E8
Evropská silnice E8 je evropskou silnicí 1. třídy. Začíná v norském Tromsø, a končí ve finském Turku. Celá trasa měří 1410 kilometrů.
Od roku 1962 byla trasa pojmenována podle starého systému značení E78. V roce 1992 byla přejmenována na E7 a vedla z Tromsø do Tornia. V roce 2002 byl k trase přidán úsek Tornio – Turku. Ve starém systému značení, jenž byl používán do roku 1985 (v severských zemích do roku 1992), vedla trasa těmito městy: Londýn – Harwich – Hoek van Holland – Hannover – Berlín – Varšava – Brest.

## Trasa
- Norsko
  - Tromsø – Nordkjosbotn – Skibotn

- Finsko
  - Kilpisjärvi – Karesuando – Muonio – Tornio – Keminmaa – Kemi – Oulu – Liminka – Raahe – Kalajoki – Kokkola – Vaasa – Pori – Rauma – Turku

## Galerie

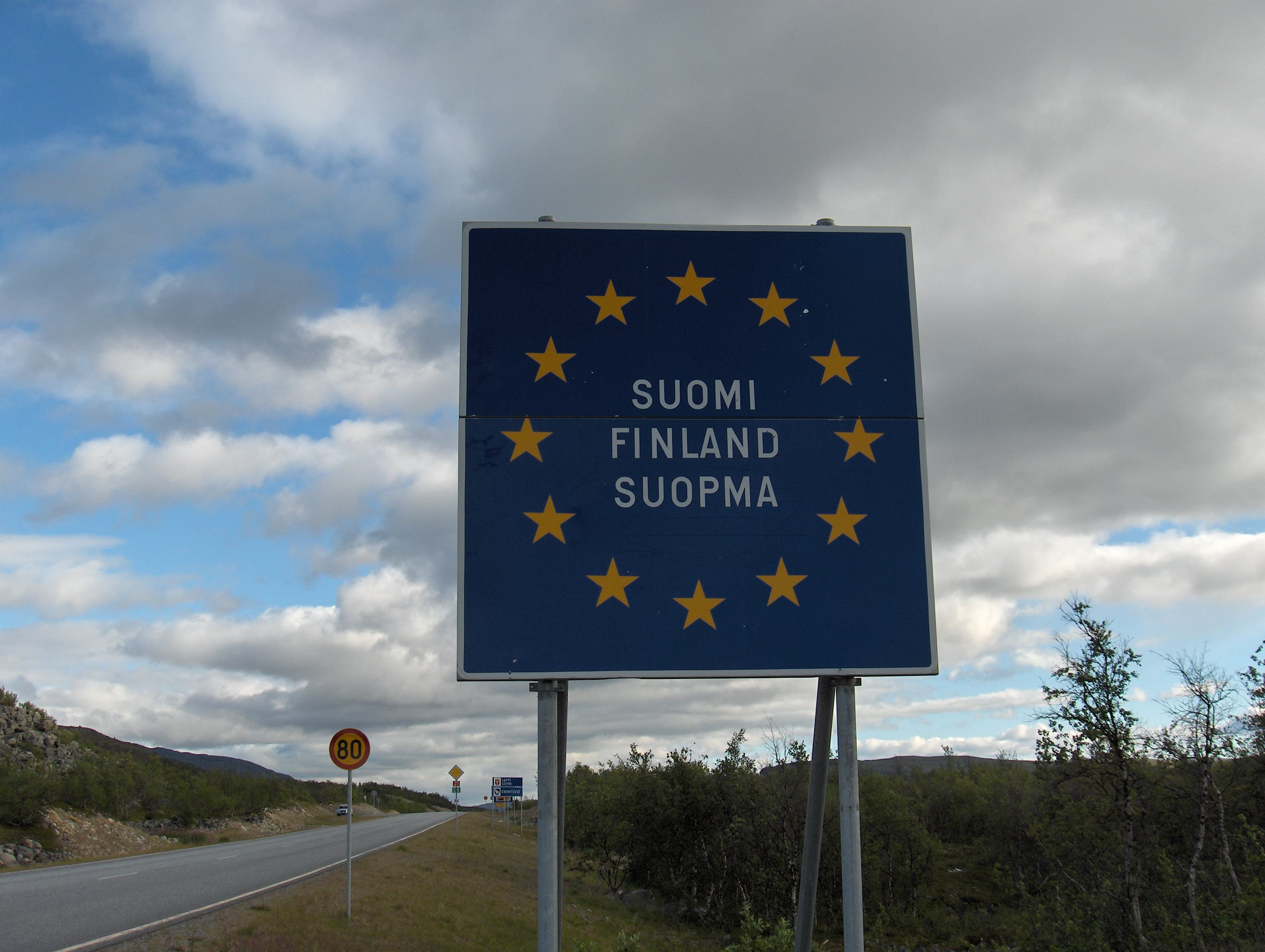
E8 na hranici Finska
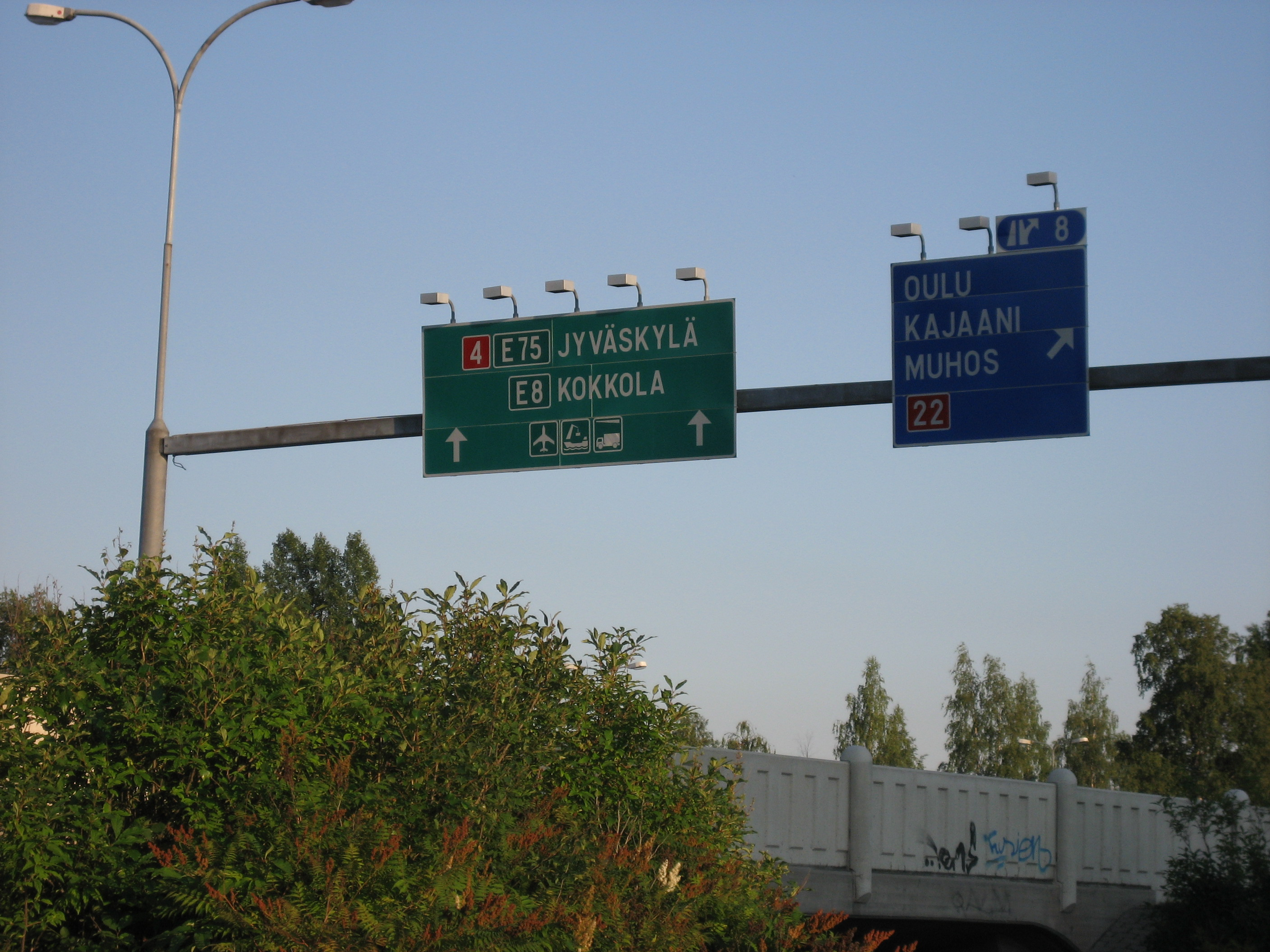
E8 poblíž Oulu
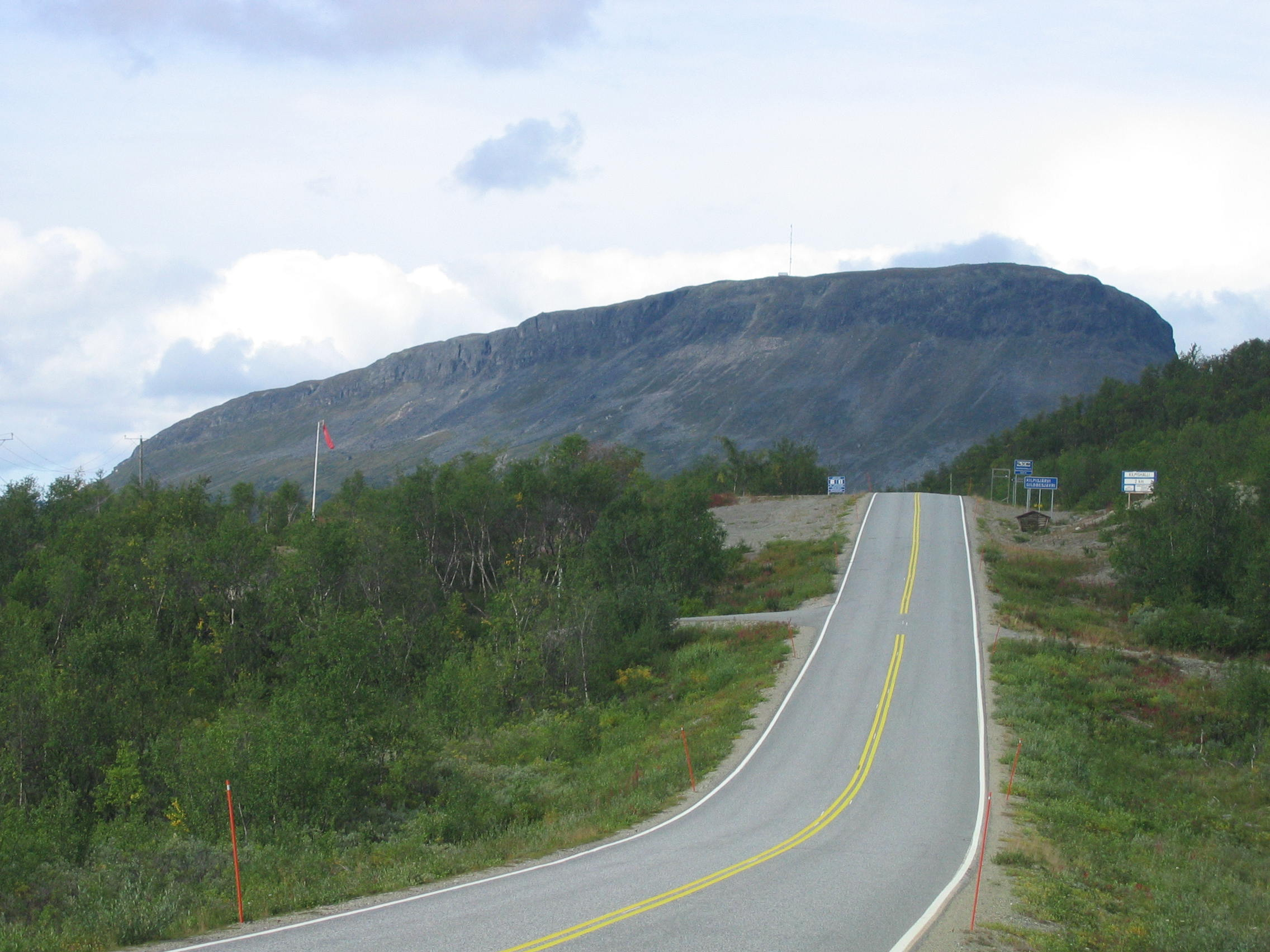
E8 nedaleko Kilpisjärvi
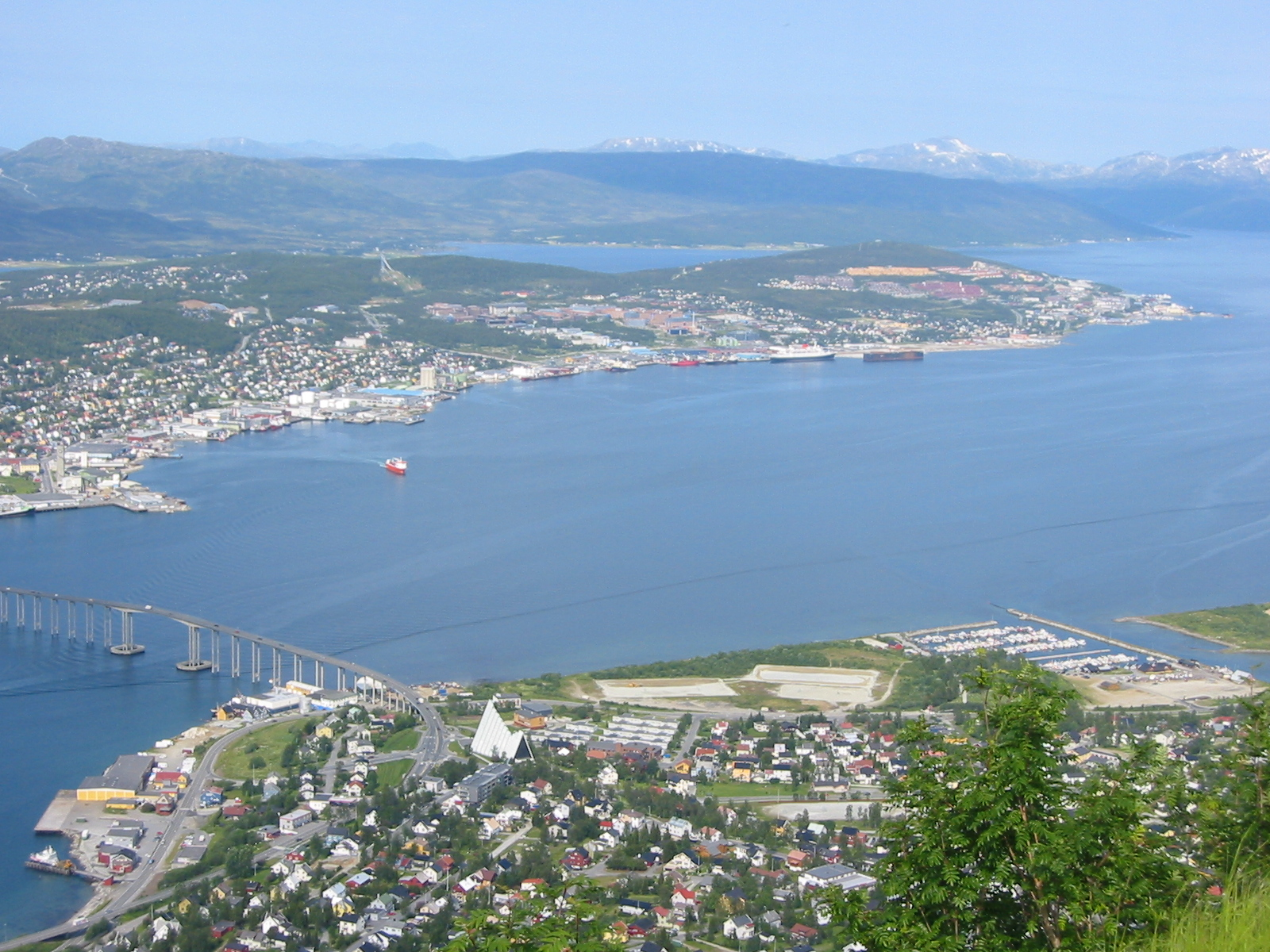
E8 v okolí Tromsø